# Pokémon FireRed e LeafGreen
Pokémon FireRed Version e Pokémon LeafGreen Version (ポケットモンスター ファイアレッド・リーフグリーン, Poketto Monsutā Faiareddo・Rīfugurīn, Monstros de Bolso Fire Red・Leaf Green, que traduzido do inglês para o português significa Fogo Vermelho e Folha Verde, que em japonês seria 赤い炎 Akai honō e 緑色の葉 Midoriiro no ha) são dois jogos eletrônicos de RPG de 2004 recriado pelo Pokémon Red e Blue de Game Boy em 1996. Eles foram desenvolvidos pela Game Freak e publicados pela The Pokémon Company e pela Nintendo para o Game Boy Advance. FireRed e LeafGreen foram lançados pela primeira vez no Japão em janeiro de 2004 e na América do Norte e Europa em setembro e outubro de 2004, respectivamente. Os jogos fazem parte da terceira geração da série de jogos eletrônicos Pokémon e têm a distinção de serem os primeiras recriações aprimoradas de jogos anteriores da franquia.
Como nos jogos anteriores, o jogador controla o personagem do jogador de uma perspectiva aérea e participa de batalhas baseada por turnos. Ao longo dos jogos, o jogador captura e levanta Pokémon para usar na batalha. Os novos recursos incluem um menu de ajuda contextual e uma nova região que o jogador pode acessar após um certo ponto da história. Os jogos são compatíveis com o Game Boy Advance Wireless Adapter, que veio originalmente com os jogos.
Os jogos receberam críticas positivas, obtendo uma pontuação agregada de 81 por cento no Metacritic. A maioria dos críticos elogiou o fato de os jogos apresentarem novos recursos, mantendo a jogabilidade tradicional da série. A recepção dos gráficos e do áudio foi mais mista, com alguns críticos reclamando que eles eram muito simplistas e careciam de melhorias em comparação com os jogos anteriores, Pokémon Ruby e Sapphire. FireRed e LeafGreen foram sucessos comerciais, vendendo um total de cerca de 12 milhões de cópias em todo o mundo. Quase dois anos após o lançamento original, a Nintendo os re-comercializou como títulos Player's Choice.

## Jogabilidade
Tal como acontece com todos os jogos de RPG Pokémon lançados para consoles portáteis, FireRed e LeafGreen está em uma terceira pessoa, perspectiva de cima. A tela principal é um jogo aberto, no qual o jogador navega pelo protagonista. Aqui, uma interface de menu pode ser acessada, na qual o jogador pode configurar seu Pokémon, itens e configurações de jogo. Quando o jogador encontra um Pokémon selvagem ou é desafiado por um treinador, a tela muda para um jogo baseado em turnos com tela de batalha que exibe o Pokémon do jogador e o Pokémon engajado. Durante uma batalha, o jogador pode selecionar um movimento para seu Pokémon executar, usar um item, trocar seu Pokémon ativo ou tentar fugir. Todos os Pokémon têm pontos de vida (HP); quando o HP de um Pokémon é reduzido a zero, ele desmaia e não pode mais lutar até que seja revivido. Quando o Pokémon do oponente desmaia, todos os Pokémon do jogador envolvidos na batalha recebem uma certa quantidade de pontos de experiência (EXP). Depois de acumular EXP suficiente, um Pokémon sobe de nível.
Capturando Pokémon é outro elemento essencial do jogo. Durante uma batalha com um Pokémon selvagem, o jogador pode lançar uma Pokébola nele. Se o Pokémon for capturado com sucesso, ele passará a ser propriedade do jogador. Fatores na taxa de sucesso de captura incluem o HP do Pokémon alvo e o tipo de Pokébola usada: quanto menor o HP do alvo e mais forte a Pokébola, maior a taxa de sucesso de captura.
Enquanto FireRed e LeafGreen são remakes de Red e Green (Pokémon Green só foi lançado no Japão, enquanto a variante internacional era Blue), eles contêm melhorias de usabilidade, como um recurso de tutorial contextual que permite aos jogadores consultar dados em qualquer ponto do jogo. Além disso, ao continuar um jogo salvo, os jogadores veem as últimas quatro ações que realizaram, ajudando a lembrar o que estavam fazendo anteriormente.
Os jogos suportam o Cabo Game Link Game Boy Advance, através do qual os jogadores conectados podem negociar ou batalhar. Os jogadores também podem se conectar com Pokémon Ruby e Sapphire, bem como com Pokémon Colosseum, permitindo-lhes obter mais de 350 Pokémon. FireRed e LeafGreen também têm a capacidade de se conectar ao GameCube e interagir com Pokémon Box: Ruby e Sapphire. Na caixa Pokémon, o jogador pode organizar e visualizar seus Pokémon coletados, e no Colosseum, Pokémon podem ser usados na batalha. FireRed e LeafGreen também são os primeiros jogos da série a serem compatíveis com o Game Boy Advance Wireless Adapter, que vem pré-embalado com os jogos. O adaptador pode ser conectado à porta de link do sistema Game Boy Advance e permite que jogadores em um raio de 9,1 a 15,2 m interajam sem fio uns com os outros. Além disso, até 30 jogadores ao mesmo tempo podem entrar em um local especial chamado "Union Room", onde eles podem trocar, batalhar ou conversar. A Nintendo montou "JoySpots" em lojas japonesas para este propósito.

## Sinopse

### Cenário
Pokémon FireRed e LeafGreen se passa principalmente na região fictícia de Kanto. Esta é uma região distinta de muitas no mundo Pokémon, que inclui habitats geográficos variados para as espécies Pokémon, vilas e cidades povoadas por humanos e rotas entre locais. Algumas áreas só ficam acessíveis quando os jogadores adquirem um item especial ou um de seus Pokémon aprende uma habilidade especial. Perto do final da trama, o protagonista é capaz de se aventurar nas Ilhas Sevii, uma nova área não presente nos jogos originais Red e Blue. As Ilhas Sevii são um arquipélago de sete ilhas e contém Pokémon normalmente exclusivos da região de Johto, bem como várias missões pós-jogo. Depois que as missões mencionadas nas Ilhas Sevii forem concluídas, a capacidade de trocar com Ruby e Sapphire por Pokémon exclusivos de Hoenn torna-se disponível.

### História
O protagonista silencioso de FireRed e LeafGreen é uma criança que vive em uma pequena cidade chamada Pallet Town. Depois que os jogadores começam uma jornada e se aventuram sozinhos na grama alta, uma voz os avisa para pararem. O Professor Carvalho, um famoso pesquisador de Pokémon, explica ao jogador que essa grama costuma ser o habitat de Pokémon selvagens, e encontrá-los sozinho pode ser muito perigoso. Ele leva o jogador para seu laboratório, onde encontram o neto de Carvalho, outro aspirante a Treinador Pokémon. O jogador e seu rival são instruídos a selecionar um Pokémon inicial para suas viagens. O rival então os desafia para uma batalha Pokémon com seu Pokémon recém-obtido e continua a lutar contra o jogador em determinados pontos ao longo dos jogos.
Depois de chegar à próxima cidade, o jogador é solicitado a entregar um pacote ao Professor Carvalho. Ao retornar ao laboratório, eles são presenteados com um Pokédex, uma enciclopédia de alta tecnologia que registra as entradas de qualquer Pokémon que seja capturado. Carvalho, em seguida, pede ao jogador para realizar seu sonho de compilar uma lista abrangente de todos os Pokémon no jogo.
Ao visitar as cidades da região, o jogador encontra estabelecimentos especiais chamados de Pokémon Ginásios. Dentro desses edifícios estão os Líderes de Ginásio, cada um dos quais o jogador deve derrotar em uma batalha Pokémon para obter uma Insígnia de Ginásio. Uma vez que um total de oito emblemas são adquiridos, o jogador recebe permissão para entrar na Liga Pokémon, que consiste nos melhores treinadores Pokémon da região. Lá, o jogador luta contra a Elite dos Quatro. Também ao longo do jogo, o jogador tem que lutar contra as forças da Equipe Rocket, uma organização criminosa que abusa Pokémon. Eles elaboram vários planos para roubar Pokémon raros, todos os quais o jogador deve frustrar, encontrando e derrotando o chefe da organização Giovanni.
Após a primeira vez que os jogadores derrotam a Elite dos Quatro, um dos membros, Lorelei, desaparece. Depois de ganhar acesso às Ilhas Sevii, uma região totalmente nova, o jogador descobre Lorelei em sua casa e a convence a voltar com eles. Mais uma vez, o protagonista deve frustrar os planos da Equipe Rocket em várias ocasiões, recuperar dois artefatos, o Ruby e a Sapphire, e colocá-los no computador principal em One Island. Depois disso, o jogador pode negociar com Ruby, Sapphire, Emerald, Colosseum e XD.

## Desenvolvimento

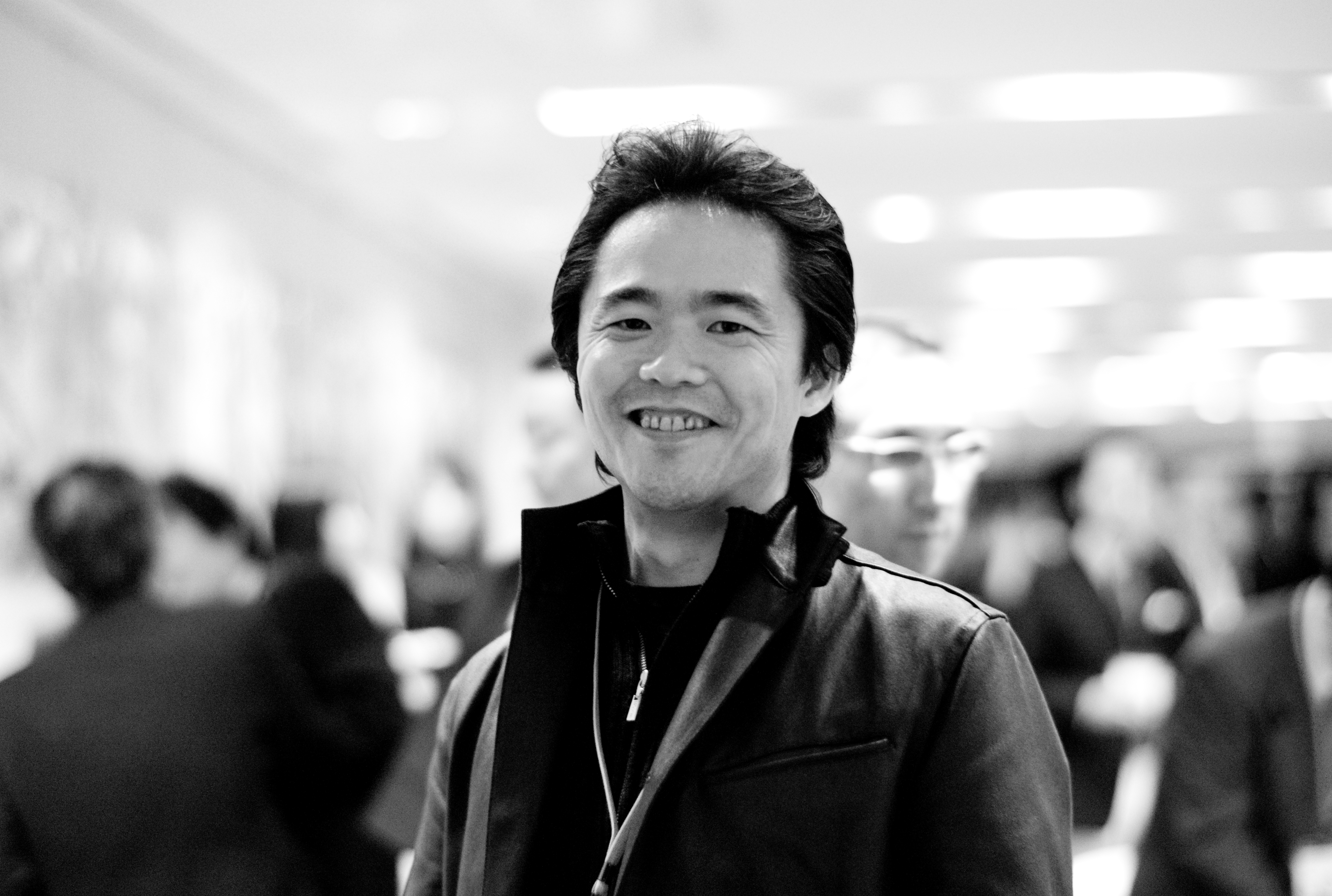
Desenvolvidor diretor Junichi Masuda.

FireRed e LeafGreen foram anunciados pela primeira vez em setembro de 2003 como as próximas recriações dos jogos originais Pocket Monsters Red e Green que foram lançados no Japão em 1996. O diretor do jogo Junichi Masuda afirmou que os novos títulos seriam desenvolvidos em torno da ideia de simplicidade, já que o motor do jogo era uma versão ligeiramente modificada da usada em Pokémon Ruby e Sapphire. Como resultado, FireRed e LeafGreen foram totalmente compatíveis com Ruby e Sapphire, permitindo aos jogadores trocar Pokémon entre os jogos.
Conectividade de FireRed e LeafGreen com o Game Boy Advance Wireless Adapter foi anunciada pelo então presidente da Nintendo Satoru Iwata como sendo capaz "para melhorar as batalhas cabeça-de-cabeça, troca de informação e comunicação com os outros." Uma interface aprimorada foi criada para o jogo para aumentar a usabilidade para novos jogadores, bem como um sistema de ajuda contextual no jogo que pode ajudar jogadores perdidos ou confusos durante sua jornada. O presidente da The Pokémon Company, Tsunekazu Ishihara, observou: "Não achamos que seja um remake. Sentimos que este é um novo jogo, com tecnologia sem fio", referindo-se ao adaptador sem fio incluído.
A produção japonesa exclusiva para FireRed e LeafGreen foi limitada a meio milhão de cópias, apesar do sucesso de Pokémon Ruby e Sapphire. IGN especulou que a Nintendo esperava menos demanda pelos novos jogos, ou que seria limitada pela produção do adaptador sem fio integrado. As versões norte-americanas de FireRed e LeafGreen foram anunciadas indiretamente na DICE em 2004. Embora os jogos originais tenham sido lançados como Red e Blue na América do Norte, as recriações mantiveram os nomes japoneses de "Red" e "Green". Masuda notou isso como uma escolha de sua parte, afirmando que a folha representava um ícone pacífico, em contraste com a alternativa da água, que ele viu como uma sugestão de conflito com o ícone de fogo usado pelo outro jogo.

### Música
A música usada nos jogos foi derivada dos consoles de jogos clássicos e arranjada por Go Ichinose. Masuda e Ichinose decidiram não alterar a música reutilizada dos sons de fundo básicos usados em Red e Blue e em vez disso, os atualizaram adicionando sons adicionais. Algumas das músicas têm alterações de tom adicionais em comparação com a trilha sonora original e algumas músicas, como a música Trainer Battle, são reescritas em MIDI para o GBA e contêm curvas de tom entre as notas. Um conjunto de dois discos da música intitulado GBA Pokémon FireRed & LeafGreen Super Complete foi lançado, com o primeiro disco apresentando toda a música usada normalmente no jogo, enquanto o segundo disco trazia faixas bônus baseadas e inspiradas na música dos jogos. Entre elas estão duas faixas vocais.

## Recepção
Críticas de FireRed e LeafGreen foram em sua maioria positivas, e os jogos atualmente possuem uma pontuação agregada de 81 por cento no Metacritic. Craig Harris da IGN deu aos jogos uma classificação de "Excelente" 9.0/10 e elogiou os criadores dos jogos por criarem um jogo que "funciona extremamente bem para o mercado de dispositivos portáteis. Não tem exatamente a mesma variedade do Ruby e Sapphire, mas ainda é incrivelmente satisfatório." Harris foi menos positivo sobre os gráficos dos jogos, que ele considerou "limitados" e "básicos". Greg Kasavin da GameSpot, que deu os jogos de 8,4 dos 10, provavelmente poderia usar algumas novidades depois de todos esses anos, FireRed e LeafGreen são ótimos jogos de RPG por seus próprios méritos, cheios de muito mais conteúdo e mais desafios do que Ruby e Sapphire do ano passado, e oferecendo bastante jogabilidade viciante que pode ser muito divertido para jogadores de todas as idades. Ao contrário de Harris, Kasavin elogiou os gráficos dos jogos por sua “aparência colorida e os designs de personagens cativantes pelos quais a série é conhecida." GameSpot posteriormente chamou LeafGreen de o melhor jogo Game Boy Advance de setembro de 2004. Game Informer classificaram os jogos como "Muito bons" 8/10 por serem "muito divertidos", mas consideraram os gráficos "absolutamente nada notáveis" quando comparados com outros jogos portáteis.
O revisor da GameSpy, Phil Theobald, que premiou os jogos com quatro de cinco estrelas, afirmou: "Antes que eu percebesse, eu estava viciado de novo. A jogabilidade incrivelmente simples combinada com as batalhas mais estratégicas do que apareciam à primeira vista era muito para resistir. E sim, o truque "tenho que pegar todos" ainda é eficaz, sem falar que é necessário construir um grupo bem equilibrado. Há algo sobre rastrear, capturar e treinar todos aqueles Pokémon que realmente atraem você para o mundo do jogo." Ele justificou os gráficos dos jogos comparando-os aos "feios" originais em versões Red e Blue. Elogios adicionais foram dados aos novos recursos, como o tutorial contextual e flashbacks ao carregar um jogo salvo, bem como aos recursos multijogador dos jogos por meio do adaptador Wireless.

### Vendas
Durante sua primeira semana de lançamento no Japão, FireRed e LeafGreen venderam um total combinado de 885 039 cópias, que foi menos do que a quantidade vendida por Pokémon Ruby e Sapphire naquele período, mas IGN raciocinou que as vendas menores foram devido aos novos títulos sendo recriações. Na primeira metade de agosto, antes de FireRed e LeafGreen serem lançados nos Estados Unidos, os jogos receberam mais de 150 000 pré-encomendas , mais do dobro da quantia que Ruby e Sapphire receberam. Vice-presidente sênior de marketing e comunicação corporativa da Nintendo George Harrison comentou: "Esta pré-venda indica mais do que o dobro do interesse do jogador!" Mais de um milhão de cópias de FireRed e LeafGreen foram vendidas nos Estados Unidos menos de um mês após seu lançamento naquela região. Em 31 de março de 2008, os jogos haviam vendido 11,82 milhões de cópias em todo o mundo. Os jogos mais tarde entraram na linha Player's Choice da Nintendo na América do Norte e foram re-comercializados com um preço de varejo significativamente mais baixo. No entanto, ao contrário do lançamento original, os jogos da edição Player's Choice não incluíam um adaptador Wireless incluído.

### Prêmios
| Ano  | Prêmio                            | Categoria                       | Resultado |
| ---- | --------------------------------- | ------------------------------- | --------- |
| 2004 | Spike Video Game Awards           | Melhor Portátil                 | Indicado  |
| 2005 | British Academy Game Awards       | Portátil                        | Indicado  |
| 2005 | GameSpot's Best and Worst of 2005 | Melhor Jogo de Game Boy Advance | Indicado  |

## Legado
Pokémon FireRed e LeafGreen foram lançados no Japão junto com Pokémon Colosseum e na primeira semana venderam mais de meio milhão de cópias. Segundo o site IGN, FireRed e LeafGreen têm nota 9 de 10.
Os dois jogos formam junto com Ruby, Sapphire e Emerald os RPGs originais de terceira geração.